# دوریختی جنسی

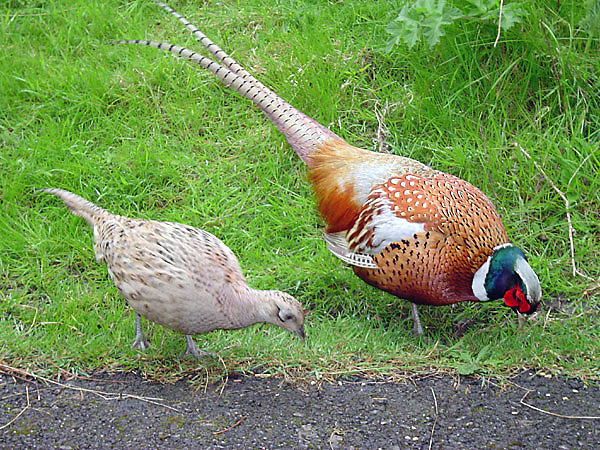
قرقاول ماده (چپ) و قرقاول نر

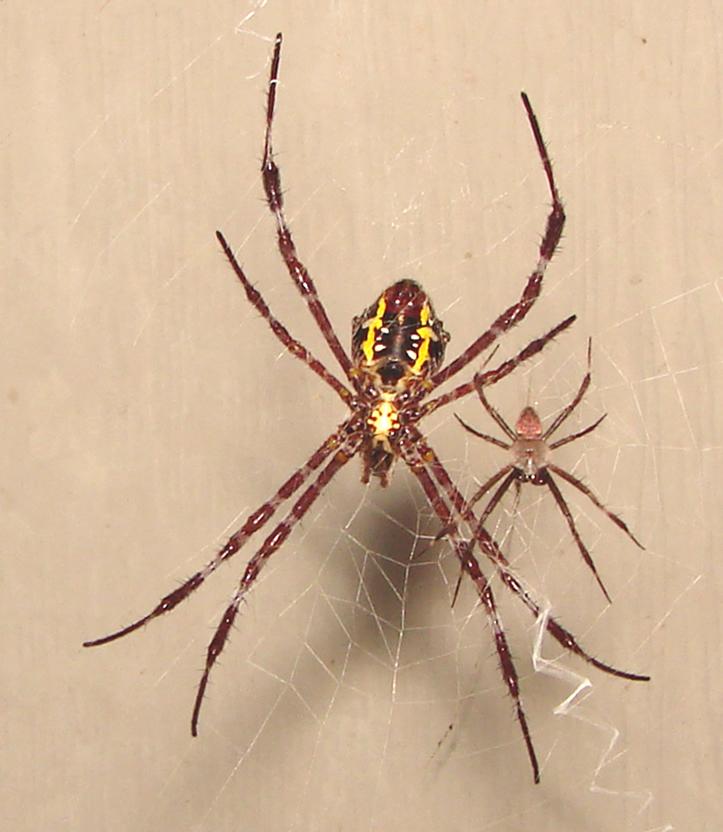
در برخی گونه‌های عنکبوت جنس ماده بسیار بزرگتر از جنس نر است.

دوریختی جنسی یا دودیسی جنسی (به انگلیسی: Sexual dimorphism)، به تفاوت رُخ‌نمودی جنس نر با ماده (یا به بیان ساده‌تر تفاوت ظاهری) در یک گونهٔ زیستی گفته می‌شود. مهم‌ترین مثال برای دودیسی جنسیتی وجود اندام تناسلی متفاوت در جنس نر و ماده اغلب جانوران است. تفاوت در ویژگی‌های ثانویه جنسی مثل رویش مو در برخی نقاط بدن، اندازه و فیزیک بدنی، و رفتارها از دیگر مصداق‌های دودیسی جنسی است.

## دلیل فرگشتی
دودیسی جنسی برآمده از فشارهایی فرگشتی است که ساختار اجتماعی و نحوهٔ جفتگیری و زندگی گروهی جانور، تحمیل می‌کند. برای نمونه در گونه‌های جانوری‌ای که ساختار اجتماعی چندزنی دارند و تهاجم‌های درون‌گروهی شدیدتر است دودیسی جنسی بیشتر است. چرا که نرها برای تصاحب مادگان باید هرچه بیشتر بزرگ و زورمند شوند تا بتوانند بر نرهای رقیب پیروز شوند. از همین روی، فشار فرگشتی نرها را به افزایش اندازهٔ جثه واداشته و دودیسی جنسی بیشتر می‌گردد. برای نمونه در گوریل‌ها که در گروه‌های تک‌نری-چند ماده‌ای زندگی می‌کنند، نرها بسیار درشت‌تر از ماده‌ها هستند. از سوی دیگر در گیبون‌ها که در خانواده‌های تک‌همسری زندگی می‌کنند نر و ماده هم‌اندازه‌اند.
یک نمونه آشکار در مورد ارتباط دودیسی جنسیتی و شیوع چندهمسری پرهای زیبا و خیره‌کننده پرندگانی چون طاووس و قرقاول است که جنس نر را کاملاً از جنس ماده متمایز می‌کند. این پرها هیچ فایده‌ای بجز جلب نظر جنس ماده ندارند و از هر نظر دیگر به ضرر جانور هستند. میزان زیادی انرژی برای تولید این پرها صرف می‌شود، وزن و اندازه این پرها برای جانور دست‌وپاگیر است و مهم‌تر از همه توجه شکارچیان را به خود جلب می‌کند. یافتن یک قرقاول نر برای یک روباه بسیار راحتتر از یافتن قرقاول ماده است که پرهایش رنگی استتاری دارند. با وجود اینها جنس نر با داشتن این پرها می‌تواند شمار بیشتری از مادگان را مجذوب خود کند و با جفت‌گیری با ایشان تعداد زیادی فرزند از خود به جای بگذارد. یک قرقاول بسیار زیبا ممکن است فقط یک فصل عمر کند و در همین یک فصل شش ماده را آبستن کند اما یک قرقاول محجوب با پروبال ساده شاید ده سال عمر کند اما نتواند هیچ همسری بیابد.

## در انسان
این پرسش که دودیسی جنسیتی انسان‌ها در رقابت جنسی و استراتژی‌های جنسی کوتاه‌مدت و بلندمدت آنها چه تأثیراتی داشته از بحث‌های قدیمی و دامنه‌دار در زیست‌شناسی فرگشتی است. در انسان میانگین نسبت جرم مرد به جرم زن چهار به سه است. این رقم کمتر از گوریل‌های چندهمسر اما بیشتر از گیبون‌های تک‌همسر است. از همین رو، احتمالاً در دوران فرگشت انسان ساختارهای اجتماعی تا اندازه‌ای ساختارهای چندهمسری بوده است.
به گفته دیلی و ویلسون «تفاوت مذکر و مؤنث در انسان بیشتر از پستانداران تک‌همسر اما بسیار کمتر از پستانداران به شدت چندهمسر است». یکی از توضیحات پیشنهادی این است که روند فرگشت سکسوالیته انسانی بیشتر به خویشاوند نزدیک خود بونوبو (نوعی شامپانزه) شباهت داشته که از نظر دودیسی جنسیتی بسیار شبیه به انسان است. بونوبوها به چندزنی-چندشوهری علاقه دارند و از روابط جنسی تفریحی برای تقویت پیوندهای اجتماعی و کاهش خشونت بهره می‌برند.
در انسان نسبت اندازه انگشت حلقه و اشاره یک دودیسی جنسی است: به‌طور کلی و میانگین، در مردان؛ انگشت اشاره کوچکتر از انگشت حلقه است و در زنان؛ انگشت نشانه بزرگتر از انگشت حلقه است.

## نگارخانه

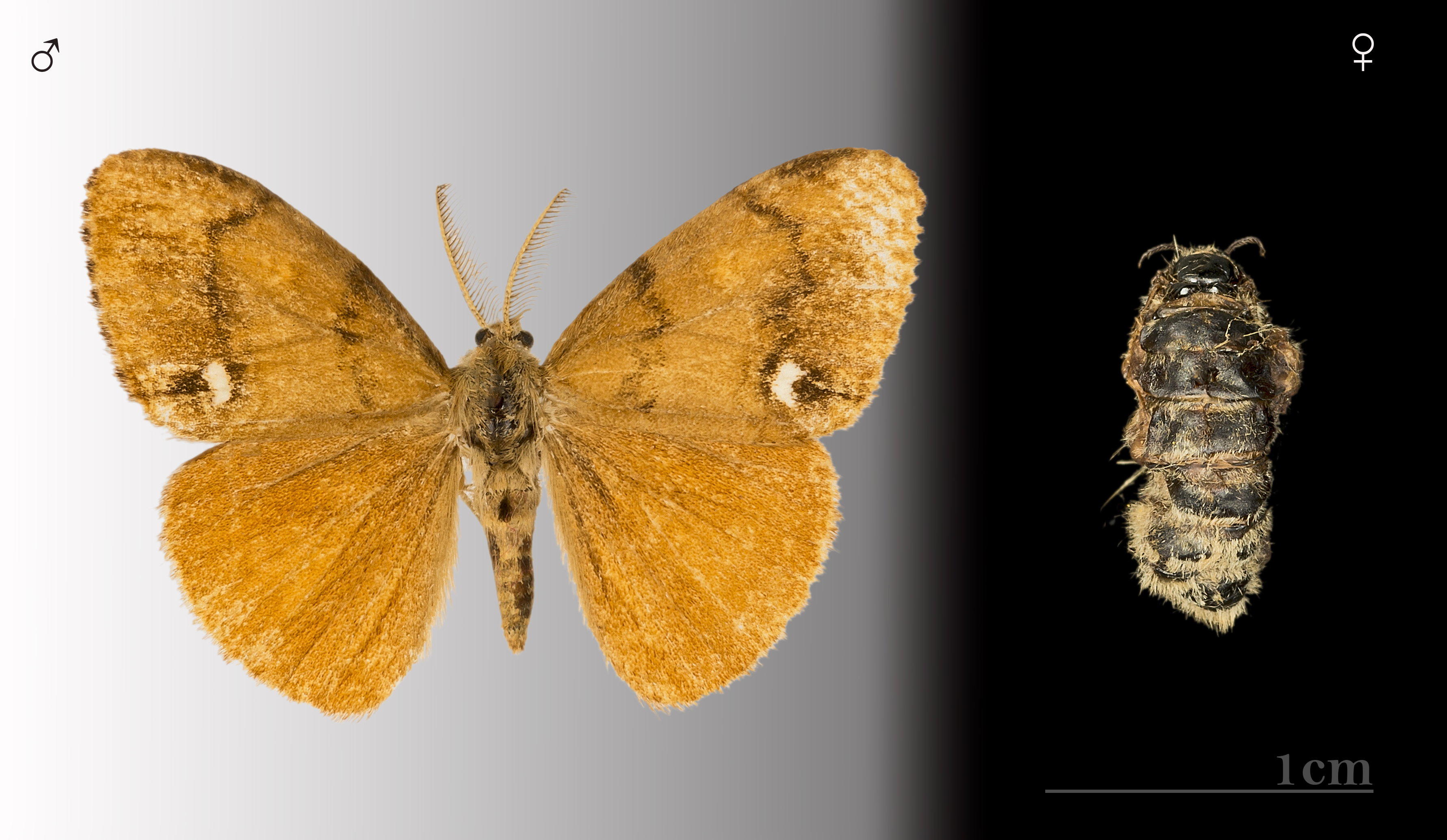
شاپرک خاشاک زنگاری: نر (سمت چپ)ماده (سمت راست)